# Diploria labyrinthiformis
Corail-cerveau rainuré, Corail-cerveau labyrinthe, Corail-cerveau de Neptune
Espèce
Statut de conservation UICN

 LC  : Préoccupation mineure
Statut CITES
Diploria labyrinthiformis est une espèce de coraux durs de la famille des Faviidae.

## Distribution
Ces coraux durs se rencontrent dans les eaux tropicales de l'océan Atlantique occidental soit à la pointe septentrionale de la Floride, dans le golfe du Mexique, la mer des Caraïbes, les Bahamas et les Bermudes. Il est présent de la surface jusqu'à 30 m de profondeur.

## Description
Ce corail représente une colonie de forme hémisphérique (voire sub-sphérique) pouvant atteindre un diamètre d'un mètre. Il se reconnait aux reliefs labyrinthiques qui le parcourent, et lui donnent son nom.

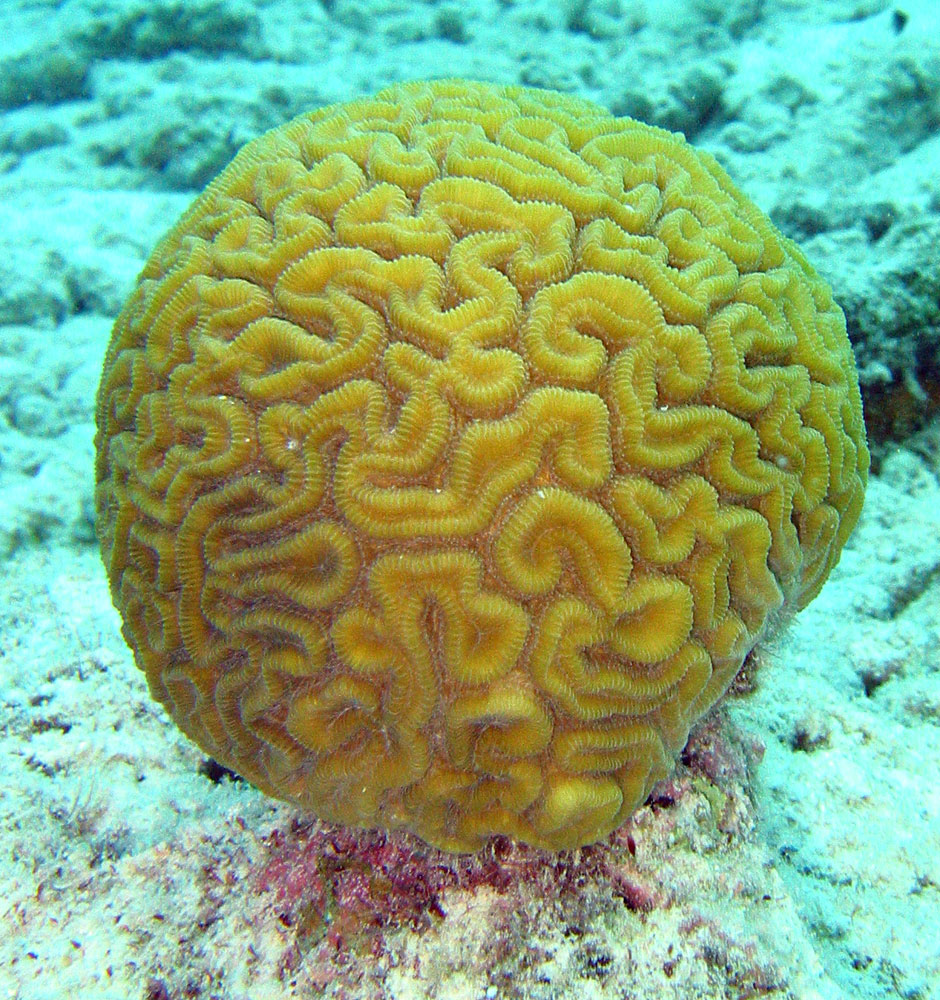
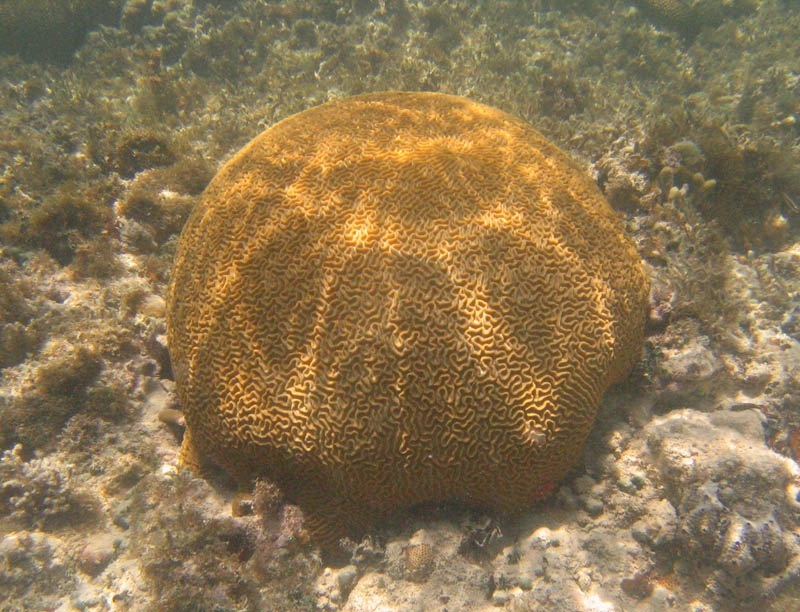
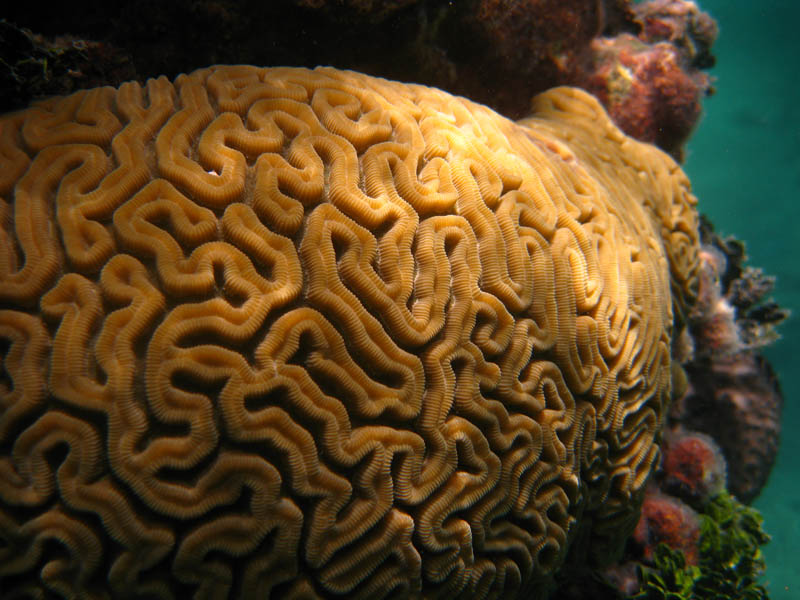

## Publication originale
- Linnaeus, 1758 : Systema naturae per regna tria naturae, secundum classes, ordines, genera, species, cum characteribus, differentiis, synonymis, locis, ed. 10 (texte intégral).